# Nenè (film)
Nenè è un film del 1977 diretto da Salvatore Samperi, tratto dall'omonimo romanzo di Cesare Lanza, vincitore del Premio Sila 1976.
Mentre Lanza aveva ambientato il suo romanzo in provincia di Genova, nella cittadina di Pieve Ligure, Samperi sceglie invece di ambientare il film in un luogo imprecisato.

## Trama
Nel 1948, in un'imprecisata campagna lacustre e nei giorni precedenti alle elezioni del 18 aprile, Ju, sveglio bambino di sette anni, cresce alla svelta in una famiglia complicata: il padre, segnato dalla guerra, frustrato da un lavoro poco redditizio e dalle continue lamentele della moglie per le condizioni squallide in cui sono costretti a vivere, si sfoga con violenza sulla moglie e sui figli Ju e Pa.
Le curiosità di natura sessuale del piccolo, ma precoce, Ju sono alimentate dalla frequentazione d'una maestra sentimentalmente infelice e soprattutto dall'arrivo della bella e vivace cugina adolescente Nenè, che lo sceglie come confidente della propria relazione con il giovane mulatto Rodi, che vive nei dintorni, tra gli sbandati.
Proprio durante i festeggiamenti per le elezioni, organizzati dall'entusiasta barbiere comunista "Baffo", prima di conoscerne i risultati negativi per la coalizione di sinistra del Fronte Democratico Popolare, il padre sorprende Nené e Rodi in intimità in una vicina villa abbandonata e frusta a sangue entrambi, sotto gli occhi sgomenti di Ju che, in lacrime, infrange le vetrate della villa gridando il proprio desiderio di non volere crescere.

## Distribuzione
Il film è stato distribuito dalla Ceiad il 21 settembre 1977, e vietato ai minori di 14 anni. Il doppiaggio è stato eseguito presso gli studi Imprecom con la collaborazione della CD; la direzione di doppiaggio è stata affidata a Deddi Savagnone.

## Critica
Il Dizionario Mereghetti giudica positivamente la «ricostruzione d'epoca, soffusa di una malinconia crepuscolare».